# Ірінд
Ірінд (вірм. Իրինդ) — село в марзі Арагацотн, на заході Вірменії. Село розташоване за 11 км на схід від міста Талін, за 4 км на північний схід від села Катнахпюр, 5 км на північ від села Давташен та за 2 км на південь від села Шгаршік. Зі сходу розташована однойменна вершина Ірінд Мец (дослівно — Великий Ірінд), висотою 2 050,9 м.
| Рік  | Чисельність | Чисельність |
| ---- | ----------- | ----------- |
| 1831 | 29          | [ 1 ]       |
| 1873 | 179         | [ 1 ]       |
| 1897 | 352         | [ 1 ]       |

| Рік  | Чисельність | Чисельність |
| ---- | ----------- | ----------- |
| 1926 | 288         | [ 1 ]       |
| 1931 | 403         | [ 1 ]       |
| 1939 | 497         | [ 1 ]       |

| Рік  | Чисельність | Чисельність |
| ---- | ----------- | ----------- |
| 1959 | 679         | [ 1 ]       |
| 1970 | 735         | [ 1 ]       |
| 1979 | 762         | [ 1 ]       |

| Рік  | Чисельність | Чисельність |
| ---- | ----------- | ----------- |
| 2001 | 840         | [ 1 ]       |
| 2011 | 712         | [ 2 ]       |

| Рік  | Чисельність | Чисельність |
| ---- | ----------- | ----------- |
| 1831 | 29          | [ 1 ]       |
| 1873 | 179         | [ 1 ]       |
| 1897 | 352         | [ 1 ]       |

| Рік  | Чисельність | Чисельність |
| ---- | ----------- | ----------- |
| 1926 | 288         | [ 1 ]       |
| 1931 | 403         | [ 1 ]       |
| 1939 | 497         | [ 1 ]       |

| Рік  | Чисельність | Чисельність |
| ---- | ----------- | ----------- |
| 1959 | 679         | [ 1 ]       |
| 1970 | 735         | [ 1 ]       |
| 1979 | 762         | [ 1 ]       |

| Рік  | Чисельність | Чисельність |
| ---- | ----------- | ----------- |
| 2001 | 840         | [ 1 ]       |
| 2011 | 712         | [ 2 ]       |